# Friedrich Klaus
Friedrich Klaus (* 3. Dezember 1887 in Flensburg; † 26. Oktober 1964) war ein deutscher Politiker der CDU.

## Leben und Beruf
Nach dem Besuch der Volksschule in Flensburg absolvierte Klaus, der evangelisch-lutherischen Glaubens war, die Technische Lehranstalt. Später machte er sich als Meiereimaschinenfabrikant selbstständig. Von 1929 bis 1933 und ab 1945 gehörte er dem Plenum der Handelskammer Flensburg an. Von 1950 bis 1960 war er Vizepräsident der Industrie- und Handelskammer Flensburg, von 1946 bis 1961 saß er im Vorstand des Bundesverband der Deutschen Industrie.

## Abgeordneter
Klaus war von 1924 bis 1933 und ab 1945 Stadtverordneter in Flensburg. Er gehörte dem Landtag Schleswig-Holstein in dessen beiden Ernennungsperioden (1946/47) sowie in der ersten Wahlperiode (1947–1950) an.